# Simon Depken den yngre
Simon Depken (Döpken), född 1586 i Västerås, död där 10 september 1625, var en svensk affärman. Han var son till Simon Depken den äldre.

## Biografi
Enligt uppgift från Johannes Rudbeckius studerade han i sin ungdom med framgång "sin kristeliga tro och religion såsom ock tungomål och bokliga konster" och med "gott hopp om sig, att han skulle bliva en lärd person". Han följde dock enligt faderns önskemål i dennes fotspår och blev faderns medhjälpare som handelsman. Från 1619 bodde han vid "Strijkegården" vid Kyrkogatan i Västerås och uppges 1620 vara rådman och kyrkvärd i staden. I likhet med sin far visade han stor frikostighet mot Västerås domkyrka. Sin förmögenhet placerade han förutom i handelsrörelsen i inköp av fastigheter i Västerås och Stockholm. Han omtalas 1625 av Carl Bonde som bruksägare i Västerbergslagen med Skinnskatteberg.